# Бустах
Бустах (якут. Буустаах) — велике прісне термокарстове озеро на півночі Якутії (Усть-Янський район).
Озеро розташоване на півночі Яно-Індігирськой низовини на узбережжі моря Лаптєвих. Площа озера становить 249 км². Західна частина Бустаха з'єднується з озером Тонкай-Кюйель, яке у свою чергу, є джерелом річки Суруктах, що впадає в море Лаптєвих. Південні і північні берега обривисті і сильно порізані.
Тип живлення — сніжно-дощове. З вересня по червень — укрите кригою.
Озеро багате на рибні ресурси.
У Бустах впадають річки Архіп-Юряге (Архіп-Юрює) і Бустах-Дірінг-Юрює.